# Aida-Wedo Dorsa
Gli Aida-Wedo Dorsa sono una struttura geologica della superficie di Venere.